# Alexandre Ivantchenkov
Alexandre Sergueïevitch Ivantchenkov (en russe : Александр Сергеевич Иванченков) est un cosmonaute soviétique né le 28 septembre 1940.

## Vols réalisés
Il effectua deux missions en tant qu'ingénieur de vol :
- le 15 juin 1978, il séjourna plus de 139 jours à bord de Saliout 6 (mission Saliout 6 EO-2), qu'il rejoignit à bord de Soyouz 29, établissant un nouveau record de durée de vol. Il revint sur Terre le 2 novembre 1978, à bord de Soyouz 31.
- le 24 juin 1982, il fit partie de l'équipage de Soyouz T-6 et séjourna environ 8 jours à bord de Saliout 7 (mission Saliout 7 EP-1). Il revint sur Terre le 2 juillet 1982.